# 年少者と飲酒
年少者と飲酒（ねんしょうしゃといんしゅ）では、年少者による飲酒の医学的研究と法規制について述べる。

## 医学的研究
年少者と飲酒に関する医学的研究には様々なものがある。
未成年者は成人に比べるとアルコールの分解が遅く、アセトアルデヒドの滞留時間が長いという研究がある。また、急性アルコール中毒の危険性や、肝臓などの臓器などの影響、アルコール依存症になりやすいという示唆もある。

## 法規制

### 日本
日本では、二十歳未満ノ者ノ飲酒ノ禁止ニ関スル法律が制定されているほか、条例により規制が強化されている。
神奈川県では、2006年12月に神奈川県青少年喫煙飲酒防止条例（神奈川県条例第66号）が公布され、同条例第9条を除き2007年7月1日より施行された。同条は2008年7月1日に施行される。この条例では、酒類とは酒税法第2条第1項に定義された。同条例第7条第1項で、未成年者に喫煙又は飲酒を勧め、そのための場所を提供し、若しくは周旋することを禁止し、同条第2項では、何人も未成年者に濫りに煙草又は酒類の購入を依頼することを禁止した。

### アメリカ
アメリカでは各州の法令で21歳未満の飲酒が禁止されている。また、各州の法令で21歳未満の未成年者に対する酒類販売も規制されており、もともと18歳未満としていた州が多かったが反飲酒運転母親連盟が政府に働きかけて引き上げられた。

### イギリス
イギリスでは法令で18歳未満の飲酒が禁止されている。また、2003年免許法（2005年から施行）により、18歳未満の酒類購入は禁止されており、16歳未満の酒類提供施設への立ち入りが禁止されている。

### ドイツ
ドイツでは法令で16歳未満（蒸留酒は18歳未満）の飲酒やこれらの者への酒類の販売・提供が禁止されている。

### フランス
フランスでは法令で16歳未満（蒸留酒は18歳未満）の飲酒やこれらの者への酒類の販売・提供、単独での酒類を販売する飲食店への立ち入りが禁止されている。